# Ernst von Vegesack

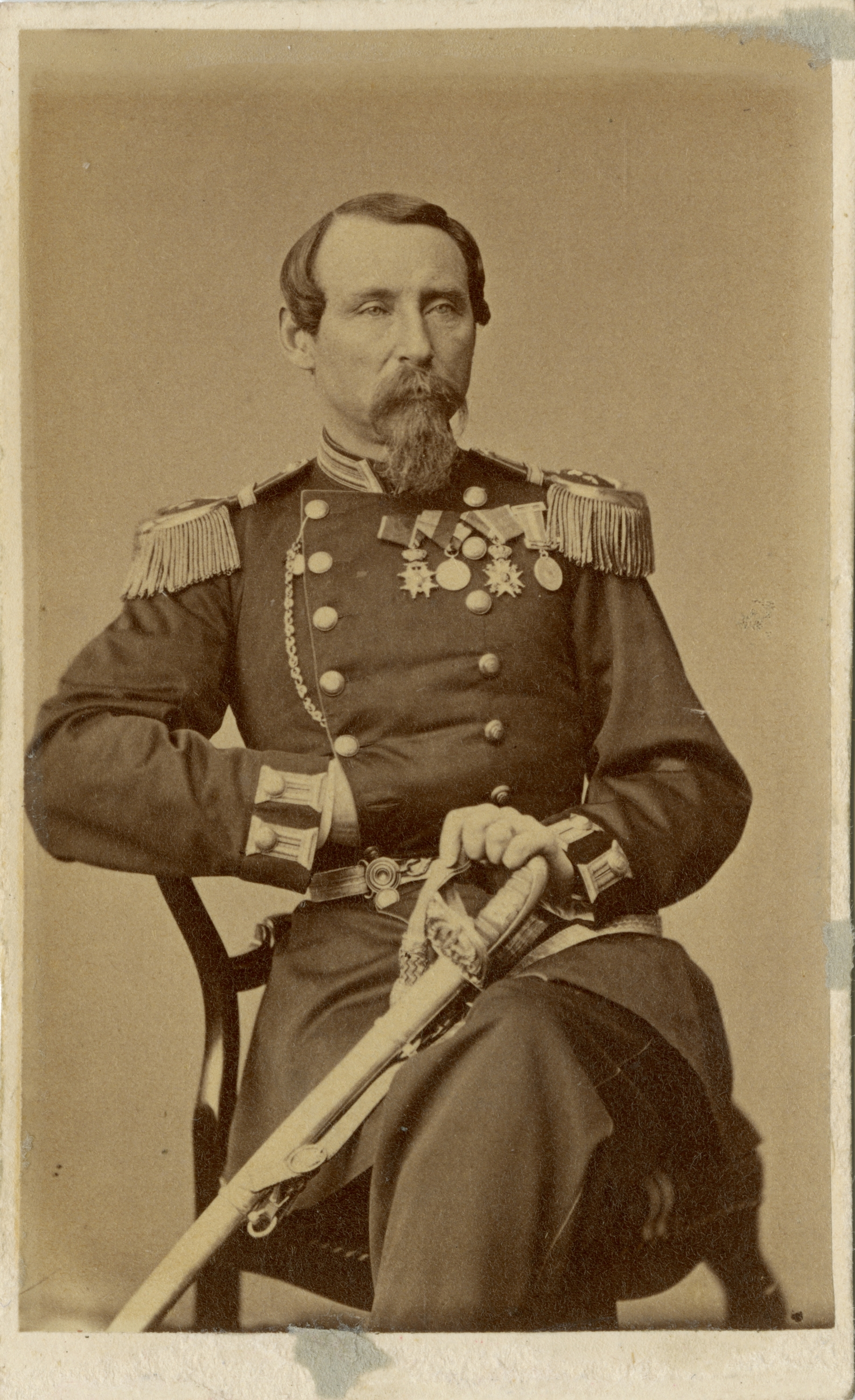

Ernst Mattias Peter von Vegesack (* 18. Juni 1820 in Hemse, Gotland; † 12. Januar 1903 in Stockholm) war ein schwedischer Generalmajor, Parlamentsabgeordneter und Freiwilliger im Sezessionskrieg.

## Leben
Ernst von Vegesack gehörte zum schwedischen Adel. 1840 wurde er zum Armeeoffizier der Gotlands nationalbeväring ernannt und 1842 zum Dalregementet versetzt. Er wurde zum Vermessungstechniker ausgebildet und arbeitete bis 1850 im schwedischen Bezirk Dalarnas län. 1852 wurde er zur Insel Saint-Barthélemy versetzt, die zu seiner Zeit schwedischer Kolonialbesitz war.
Nach seiner Rückkehr nach Schweden übernahm er das Kommando über das Dalregementet. Gleichzeitig wurde er zum Inspekteur der ersten größeren Eisenbahnlinie Schwedens in Gävle-Dala ernannt.

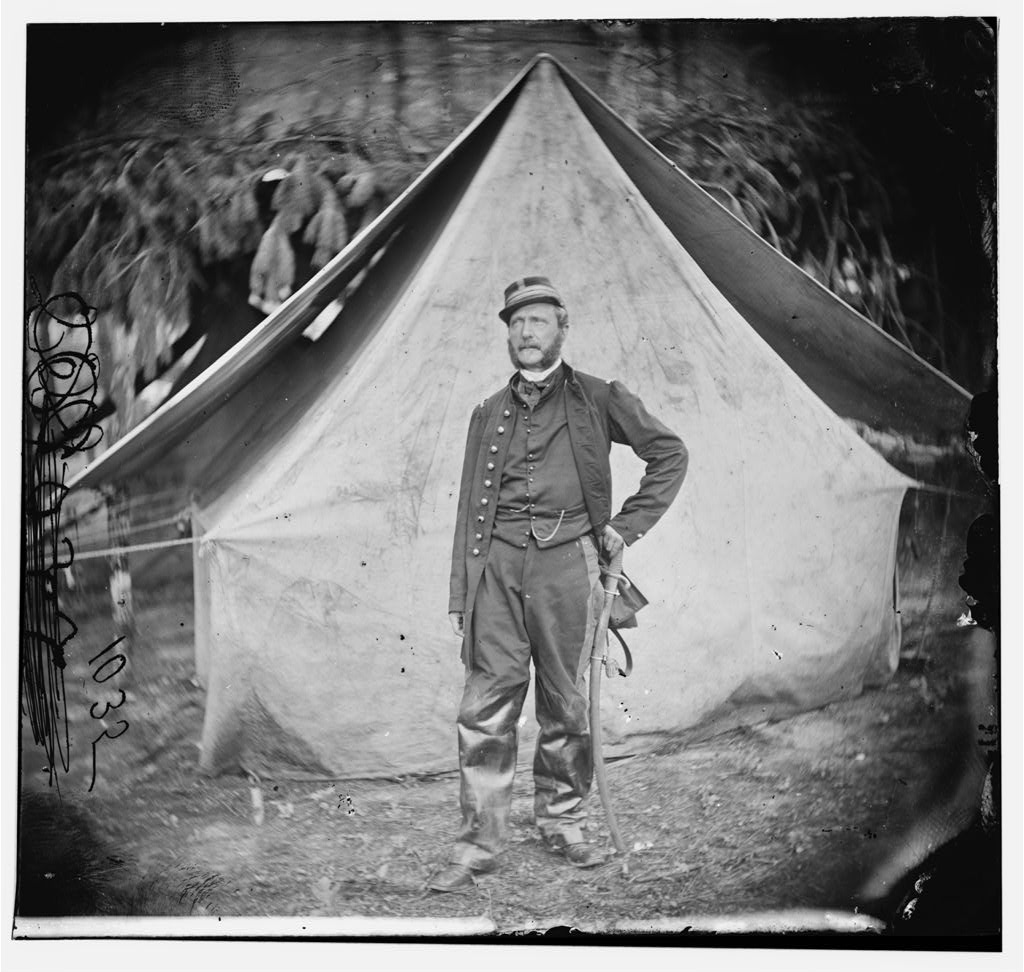

1861 trat er in die amerikanische Armee ein, um die Nordstaaten nach dem Ausbruch des Sezessionskriegs in den USA zu unterstützen. Er war dabei an vielen Schlachten beteiligt und wurde dafür 1865 zum Brigadegeneral ernannt.
In Schweden erhielt er 1864 das Kommando über das Västerbottens regemente. Im darauf folgenden Jahr wurde er mit Edla Amalia Sergel verheiratet.
Von 1874 bis 1884 war er der Militärkommandeur von Gotland. Er übernahm anschließend bis zu seiner Pensionierung 1888 die Befehlsgewalt über den 5. Militärdistrikt Schwedens.
Von 1879 bis 1887 saß Vegesack im schwedischen Reichstag als Delegierter Gotlands.